# Hella Soldner
Pour les articles homonymes, voir Soldner.
Hella Soldner, née Olstein, est une résistante de la Seconde Guerre mondiale, née le 14 novembre 1915 à Łódź (Gouvernement général de Varsovie) (Pologne), et morte le 20 décembre 1943 à Auschwitz.

## Biographie
Hella Soldner est déportée avec sa compagne Eva Kotchever,.
En 1943, elles sont arrêtées à Nice, et déportées par le convoi n°63 du 17 décembre vers Auschwitz.